# Красные Ключи (Красноярский край)
Кра́сные Ключи́ — посёлок в Большемуртинском районе Красноярского края России. Административный центр Ентаульского сельсовета.

## География
Посёлок находится в центральной части края, в подтаёжно-лесостепном районе лесостепной зоны, на левом берегу ручья Шипковский, на расстоянии приблизительно 19 км (по прямой) к западу от Большой Мурты, административного центра района. Абсолютная высота — 204 м над уровнем моря.

## Население
| 2010 |
| ---- |
| 393  |

Гендерный состав
По данным Всероссийской переписи населения 2010 года, в гендерной структуре населения мужчины составляли 46,1 %, женщины — соответственно 53,9 %.
Национальный состав
Согласно результатам переписи 2002 года, в национальной структуре населения русские составляли 84 % из 399 чел.

## Инфраструктура
В посёлке функционируют средняя школа, фельдшерско-акушерский пункт, дом культуры и библиотека.

## Улицы
| - ул. Гагарина, - ул. Зелёная, - ул. Интернациональная, - ул. Лесная, | - ул. Молодёжная, - ул. Советская, - ул. Школьная. |